# Leysse
Pour l’article homonyme, voir Leysse de Novalaise.
La Leysse est une rivière alpine située dans le département français de la Savoie en région Auvergne-Rhône-Alpes.
Elle prend sa source dans le massif des Bauges, sur la commune de Déserts, au col de Plainpalais, à 1 176 m d'altitude, qu'elle quitte au niveau de la commune de Saint-Alban-Leysse. Elle traverse ensuite la ville de Chambéry du sud vers le nord, et termine sa course en se jetant dans le lac du Bourget sur la commune du Bourget-du-Lac, à l'ouest de l'aéroport de Chambéry-Aix-les-Bains. On peut néanmoins la considérer comme un sous-affluent du Rhône.

## Géographie
De 28,5 km de longueur, la Leysse prend sa source à l'extrémité est du massif des Bauges, plus précisément derrière le Nivolet sur la commune des Déserts. Elle contourne le mont Peney jusqu'à se retrouver à son pied au niveau de la commune de Saint-Jean-d'Arvey, avant de continuer sa course sur les replats du bassin de Chambéry jusqu'au lac du Bourget, situé à une vingtaine de kilomètres plus au nord. Une fois dans le lac, les eaux mettront 7 à 10 ans pour atteindre le Rhône.
Durant son parcours, la Leysse collecte les eaux de plusieurs cours d'eau, dont principalement la Doria à la lisière des Bauges à Saint-Alban-Leysse, l'Albanne et l'Hyères, respectivement au sud et au nord de Chambéry.

### Bassin versant
Son bassin versant couvre pour sa part une superficie de 306 km2. La Leysse traverse les trois zones hydrographiques « la Leysse » (V131), « le lac du Bourget - canal de Savières » (V133), « le lac du Bourget de la Leysse à la Sierre » (V130),.

### Communes et cantons traversés
Dans le seul département de la Savoie, la Leysse traverse quatorze communes et au moins six cantons :
- de l'amont vers l'aval : Les Déserts (source), Thoiry, Saint-Jean-d'Arvey, Puygros, Curienne, Barby, Saint-Alban-Leysse, La Ravoire, Barberaz, Bassens, Chambéry, La Motte-Servolex, Voglans, Le Bourget-du-Lac (embouchure).

Soit en termes de cantons, la Leysse prend source dans le canton de Saint-Alban-Leysse, traverse ou longe le canton de La Ravoire, le canton de Chambéry-2, le canton de Chambéry-3, le canton de Chambéry-1 et a son embouchure dans le canton de La Motte-Servolex, le tout dans l'arrondissement de Chambéry.

### Organisme gestionnaire
L'organisme gestionnaire était le service cours d'eau de Chambéry métropole communauté d'agglomération. Le Cisalb (Comité intersyndical pour l'assainissement du lac du Bourget) intervient sur les aspects qualité et quantité dans le cadre du contrat de bassin versant du lac du Bourget. Depuis juin 2019, le CISALB est reconnu comme EPAGE ou Etablissement public d’aménagement et de gestion des eaux, et exerce donc la compétence GEMAPI.

## Affluents

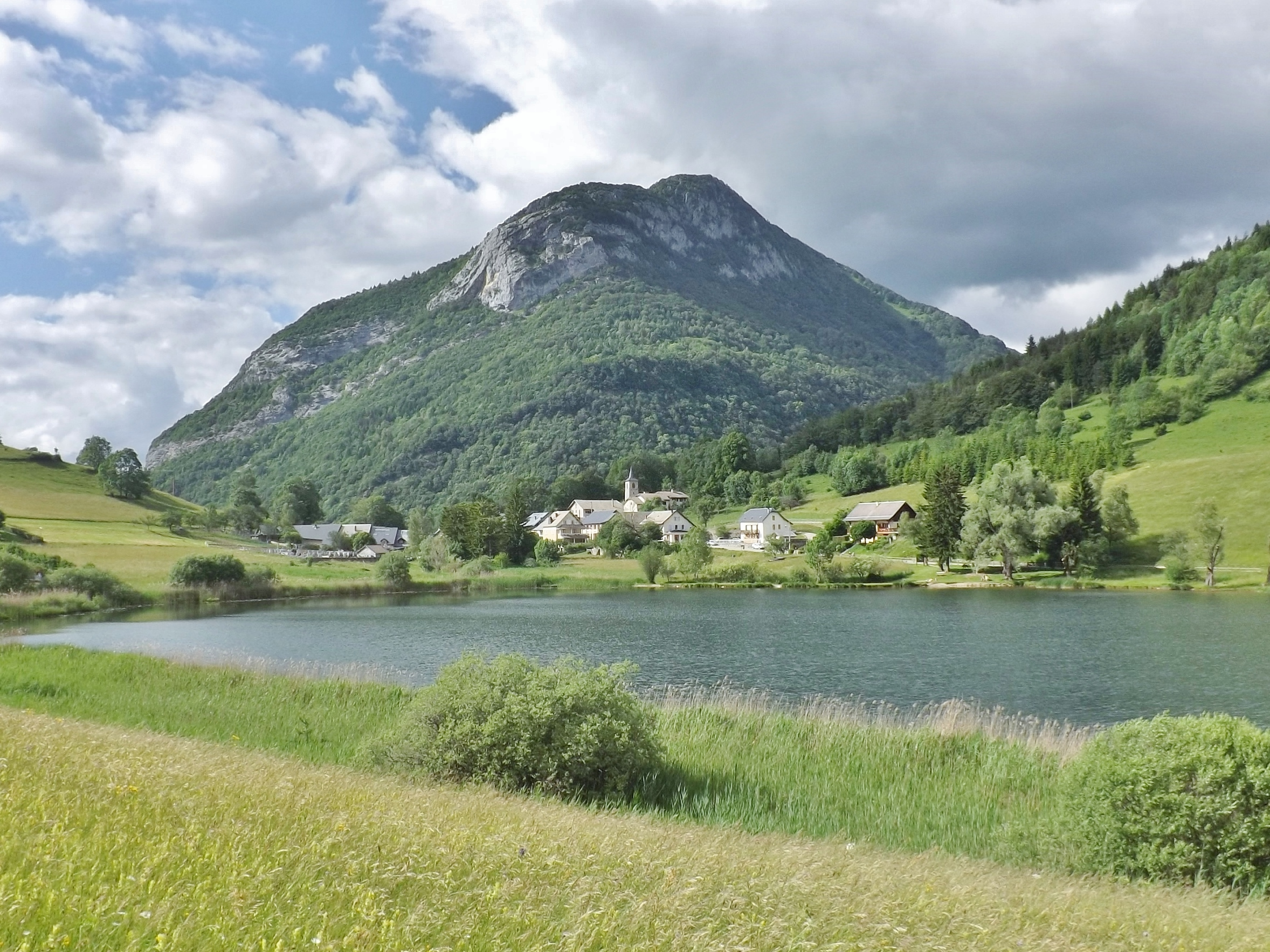
Lac de la Thuile à La Thuile.

La Leysse a quinze affluents référencés dont trois de plus de dix kilomètres de longueur :
- l'Hyère (rg[note 2]) 18,5 km sur sept communes avec douze affluents et rang de Strahler trois.
- l'Albanne ou torrent du Rouselet ou torrent des Favières (rg) 13 km sur six communes avec cinq affluents et de rang de Strahler trois.
- le ruisseau de Ternèze (rg) 11,9 km sur les quatre communes de La Thuile, Curienne, Puygros, Saint-Jean-d'Arvey avec le lac de la Thuile à moins de 300 m au sud avec trois affluents et de rang de Strahler deux :
  - le ruisseau de Nécuidet ou de Neculdet (rg) 2,4 km sur la seule commune de La Thuile.
  - le ruisseau de Combe Noire (rd) 1,2 km sur la seule commune de La Thuile.
  - le ruisseau de Dard (rd) 3,3 km sur les deux communes de La Thuile et Puygros.

Les autres affluents de longueur inférieure à dix kilomètres sont :
- Le Ravin du Meunier (rd) 1,8 km sur la seule commune Des Déserts
- le Nant Tarbet (rg) 3,4 km sur les deux communes de Thoiry et Saint-Jean-d'Arvey avec trois affluents :
  - le ruisseau des Aversets (rg) 1,4 km sur la seule commune de Thoiry.
  - le ruisseau du Coudret (rd) 0,9 km sur la seule commune de Thoiry.
  - le ruisseau de la Combe (rg) 2,2 km sur la seule commune de Thoiry.
- le ruisseau Nant du Replat (rg) 1,1 km sur les deux communes de Thoiry et Saint-Jean-d'Arvey sans affluent.
- le ruisseau du Pontet (rg) 3 km sur la seule commune de Thoiry avec un affluent :
  - le ruisseau Grand Nant (rg) 1,3 km sur la seule commune de Thoiry.
- le ruisseau de la Queue (rg) 2,7 km sur la seule commune de Thoiry
- le ruisseau de la Reysse ou ruisseau des Sanges (rg) 5,9 km sur les trois communes de Puygros, Thoiry et Saint-Jean-d'Arvey avec trois affluents :
  - le ruisseau du Grand Raya ou ruisseau des Châtaigniers, 1,5 km sur les deux communes de Puygros et Thoiry.
  - le ruisseau du Chêne (rg) 1,4 km sur la seule commune de Puygros.
  - le ruisseau du Gros Perrou ou la Dhui (rd) 2,3 km sur la seule commune de Thoiry.
- la Doriaz (rd) 3,5 km sur deux communes sans affluent.
- le ruisseau de la Dhuy (rg) 7,5 km sur les deux communes de La Motte-Servolex et Saint-Sulpice qui prend source au pied de la chaîne de l'Épine avec trois affluents :
  - le ruisseau de Banérieux (rg) 2,6 km sur les deux communes de La Motte-Servolex et Saint-Sulpice.
  - le ruisseau Nant Bruyant (rg) 3,3 km sur les deux communes de La Motte-Servolex et Saint-Sulpice.
  - l'Erier (rd) 2,6 km sur les deux communes de La Motte-Servolex et Chambéry avec un affluent :
    - le ruisseau Merderet, 2,1 km sur la seule commune de Chambéry.
- le ruisseau du Marais (rg) 2,2 km sur la seule commune de La Motte-Servolex avec un affluent :
  - le ruisseau de la Combe (rg) 5,2 km sur la seule commune de La Motte-Servolex
- le ruisseau des Combes ou ruisseau de la Frette (rg) 6,3 km sur les deux communes du Bourget-du-Lac et de La Motte-Servolex.
- le Varon ou Nant Varon (rg) 3,7 km sur la seule commune du Bourget-du-Lac.
- le ruisseau du Merdasson (rg) 3,2 km sur la seule commune du Bourget-du-Lac.

### Rang de Strahler
Le rang de Strahler de la Leysse est donc de quatre par l'Hyère ou l'Albanne.

## Hydrologie

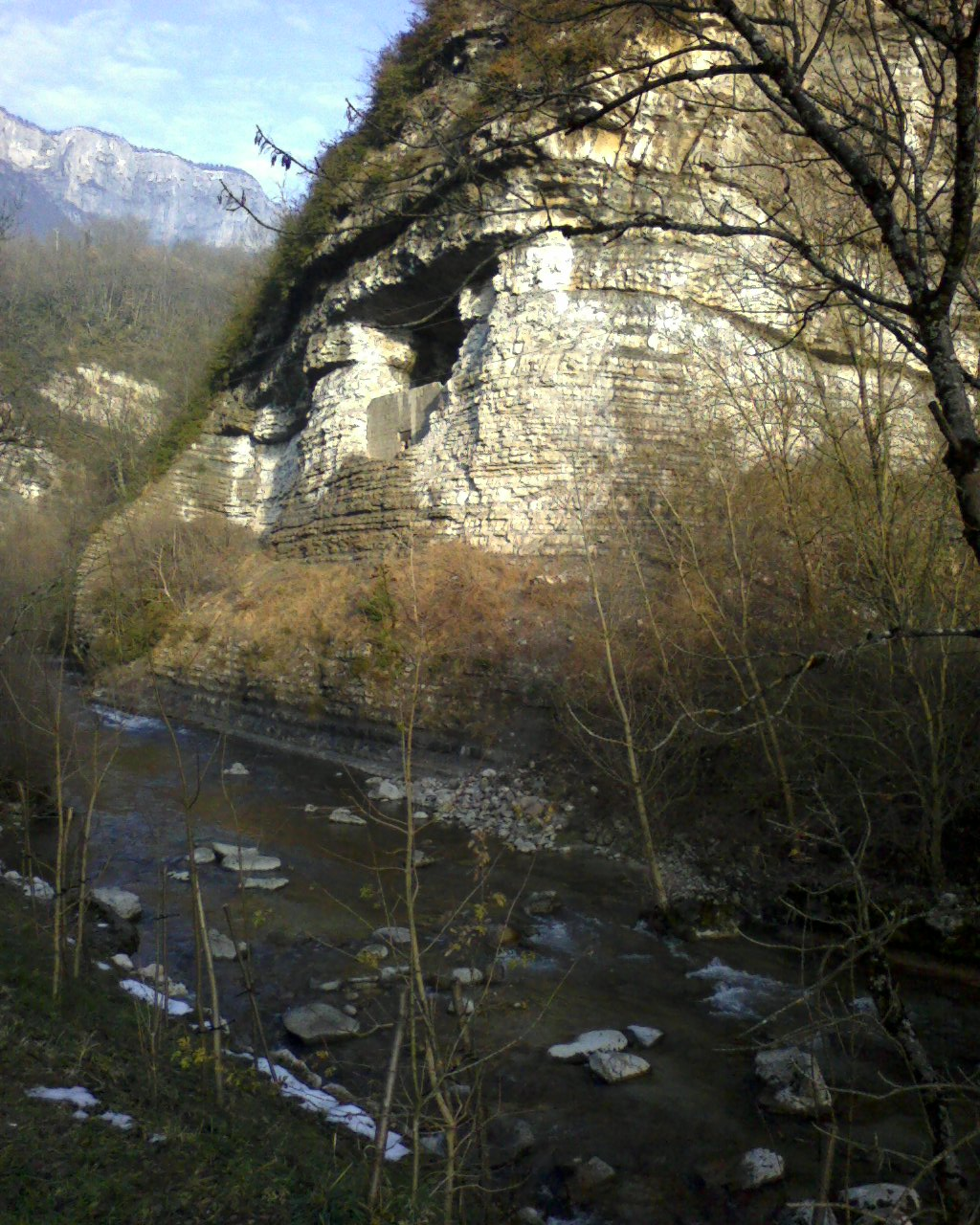
Quittant la commune de Saint-Jean-d'Arvey (Bout du Monde) dans les Bauges, arrivée de la Leysse sur les replats de Saint-Alban-Leysse et du bassin chambérien.

Le cours de la Leysse est naturel et à caractère torrentiel depuis la commune des Déserts jusqu'au lieudit du Bout du Monde de la commune de Saint-Jean-d'Arvey, il est ensuite entièrement artificiel et en grande partie endigué jusqu'à son débouché dans le lac du Bourget.
La Leysse prenant sa source dans les montagnes, elle peut atteindre un débit très élevé en hiver et surtout au printemps, lors de la fonte des neiges. Le niveau a d'ailleurs atteint des seuils critiques d'inondation au début des années 1990, imposant la mise en place d'un Plan de Prévention des Risques d’Inondation (PPRI) dont la mission est, avec le Syndicat intercommunal des cours d'eau du Bassin chambérien (SICEC) de prévenir ces risques de crues en proposant des aménagements (ex: au confluent Leysse-Albanne entre 2004 et 2006).
Mais a contrario, la rivière ne draine que très peu d'eau durant l'été.
Son régime hydrologique est dit pluvio-nival.

### La Leysse à la Motte-Servolex
Le module de la Leysse a été observé et calculé pendant 45 ans (1969-2013) à La Motte-Servolex au pont du Tremblay à 237 m d'altitude,. Il se monte à 6,17 m3/s pour une surface de bassin de 280 km2 sur une superficie totale de 306 km2 soit 91% du bassin versant.

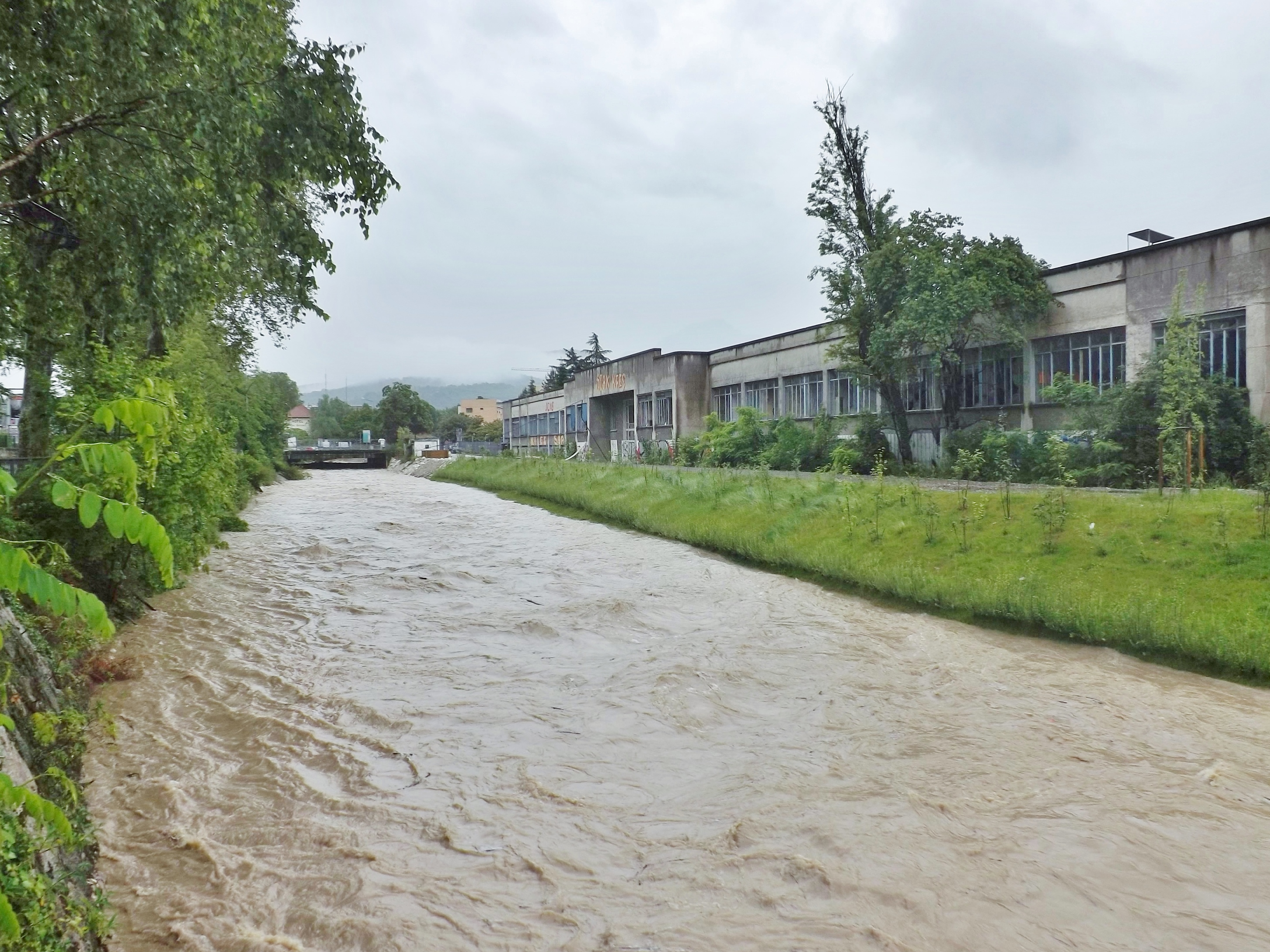
Très haut niveau de la Leysse à Chambéry à la suite de fortes pluies.

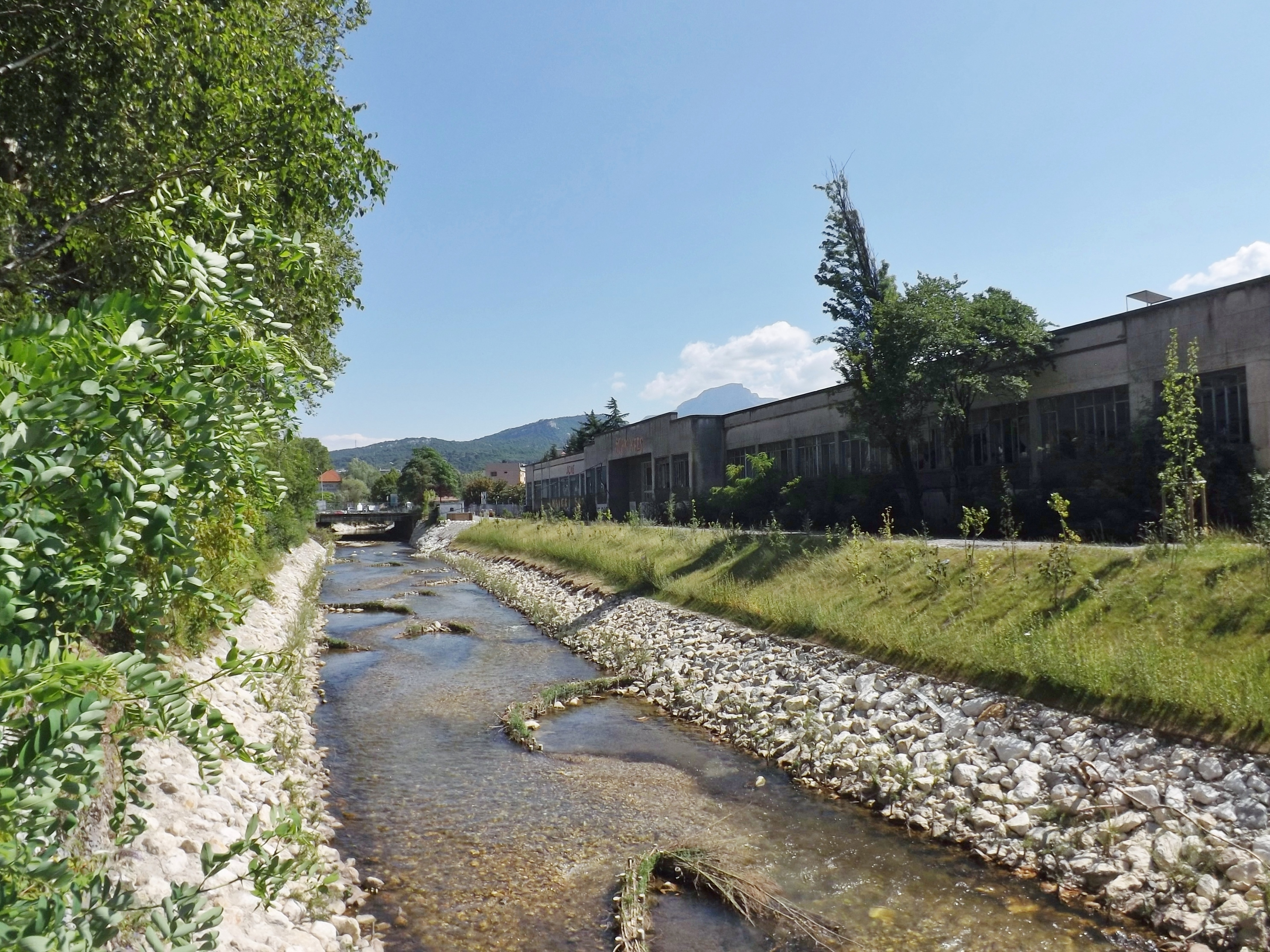
Leysse en étiage à Chambéry en été.

La rivière présente des fluctuations saisonnières de débit typiques d'un régime pluvial à composante nivale, ou encore régime pluvio-nival, avec des hautes eaux d'automne-hiver, prolongées au printemps par la fonte des neiges et portant le débit mensuel moyen au niveau de 7,04 à 9,74 m3/s de novembre à avril inclus (avec un maximum en mars-avril), suivies d'une baisse très progressive du débit aboutissant à une courte période d'étiage en août-septembre, entraînant une baisse du débit moyen mensuel jusqu'à 2,14 m3/s au mois d'août.

### Étiage
Le VCN3 peut chuter jusqu'à 0,108 m3/s, en cas de période décennale sèche.

### Crues
Les crues peuvent être importantes comme décrit plus haut. En effet, le QIX 2 et le QIX 5 valent respectivement 110 et 150 m3/s. Le QIX 10 est de 180 m3/s. Quant aux QIX 20 et QIX 50, ils se montent à 200 et 240 m3/s. Ce qui signifie par exemple qu'en moyenne pour une période de dix ans, une crue de 180 m3/s peut statistiquement se produire.
Le débit instantané maximal a été enregistré à 221 m3/s à La Motte-Servolex en février 1990. Quant au plus important débit journalier observé, il était de 160 m3/s.

### Lame d'eau et débit spécifique
La lame d'eau écoulée sur cette partie (la plus importante puisqu'égale à 91 %) du bassin versant de la rivière est de 716 millimètres annuellement, ce qui est élevé et résulte des précipitations abondantes dans le secteur, mais est tout à fait normal en Savoie. Le débit spécifique (Qsp) se monte ainsi à 22,6 litres par seconde et par kilomètre carré de bassin.

## Aménagements et écologie

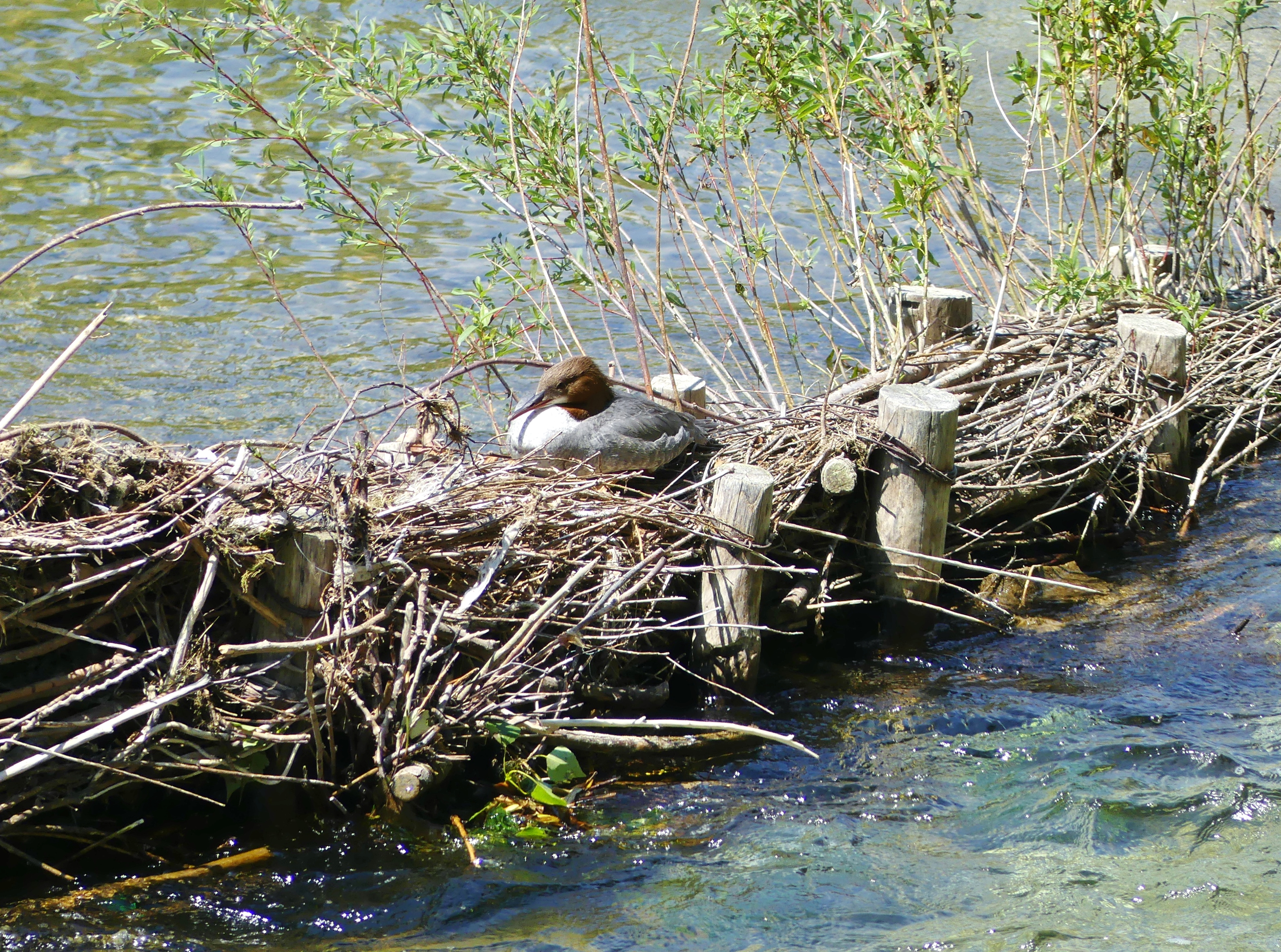
Harle bièvre femelle sur une fascine végétalisée de la Leysse à Chambéry.

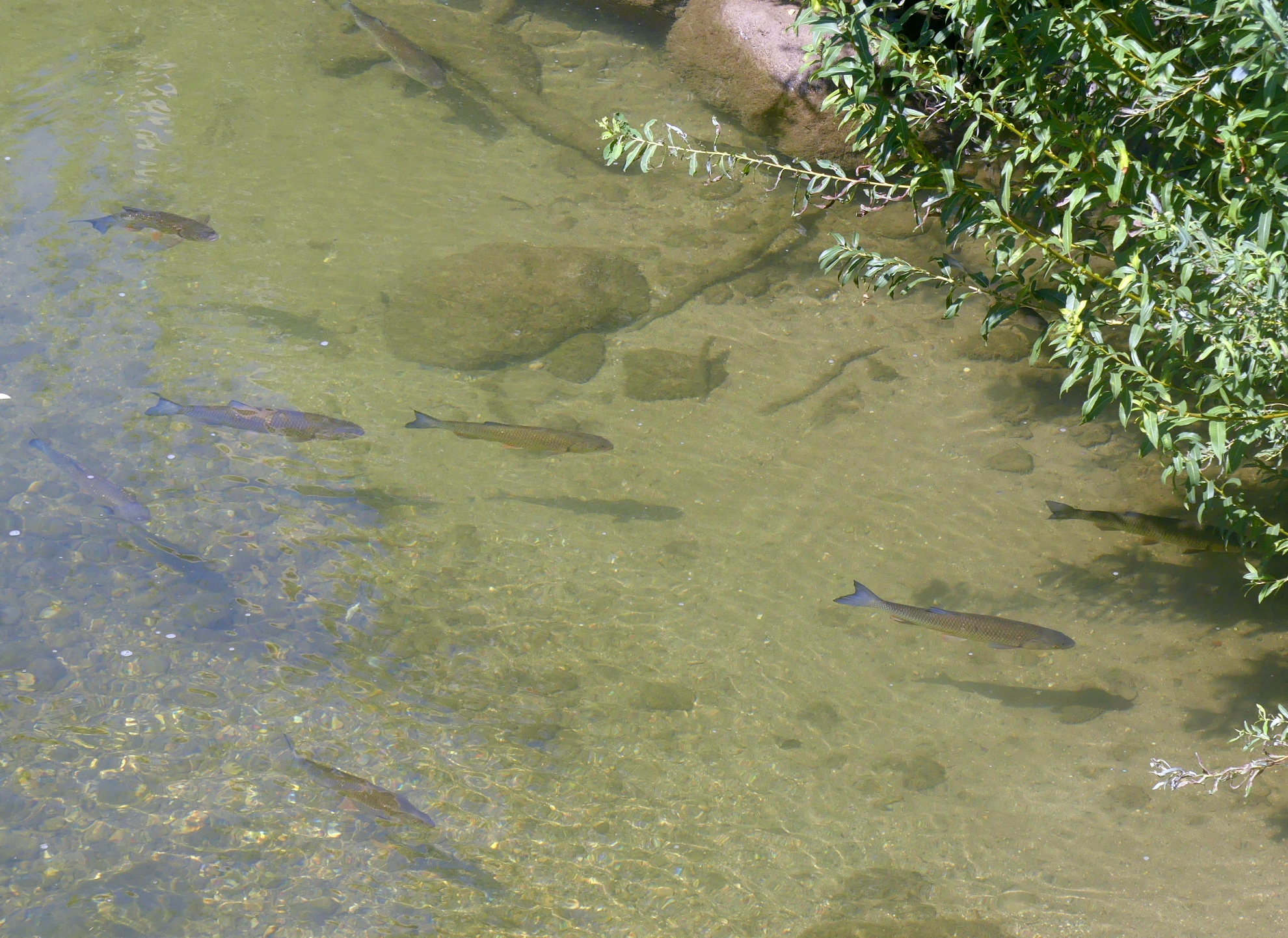
Chevesnes à Chambéry en été.

### ZNIEFF's
Plusieurs ZNIEFF de type 1 sont présentes sur le bassin versant du lac du Bourget ainsi que des zones humides comme le lac de la Thuile, marais de Nécuidet.

### Pêche et AAPPMA
La Leysse dépend de l'AAPPMA de Chambéry : les Pêcheurs chambériens. Les espèces fréquentes  dans les affluents du lac du Bourget sont le blageon, le vairon, le chabot, et très fréquentes : la loche franche et la truite fario.

### Travaux

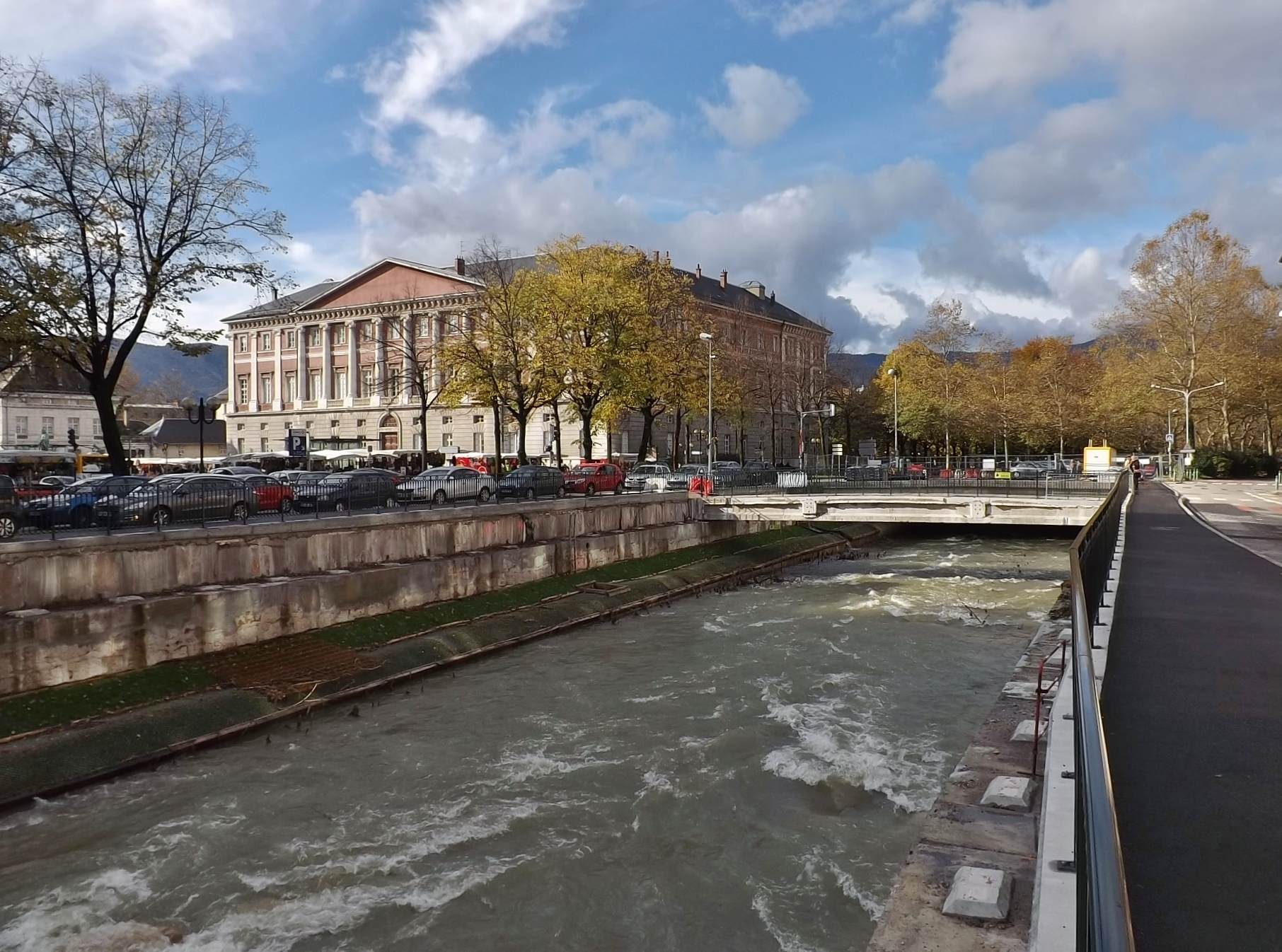
La Leysse de nouveau visible près du palais de justice de Chambéry à la fin 2013.

Le cours de la Leysse subit depuis plusieurs années d'importants travaux de sécurisation et de revégétalisation, notamment sur le territoire de Chambéry métropole, lieu des deux principales confluences de l'Albanne et de l'Hyères. Les prochains aménagements qui consisteront en la rénovation des digues et la création de deux zones humides de rétention (2013 - 2014) concernent justement la confluence Hyères-Leysse.
À Chambéry, dans le cadre des travaux d'aménagement relatifs à l'« Axe de la Leysse », la Leysse, couverte depuis plusieurs décennies pour permettre un trafic routier de plus en plus important, a en 2013 été en partie découverte au niveau du centre-ville et progressivement revégétalisée. Une autre partie du cours d'eau doit également être découverte sur une section située peu plus au nord. Pour ce projet, la ville de Chambéry a par ailleurs reçu le prix du concours national des entrées de ville en octobre 2013, en particulier pour la mise en valeur de la Leysse. La Leysse serait potentiellement sensible aux produits phytosanitaires par les eaux de surface

## Galerie de photos

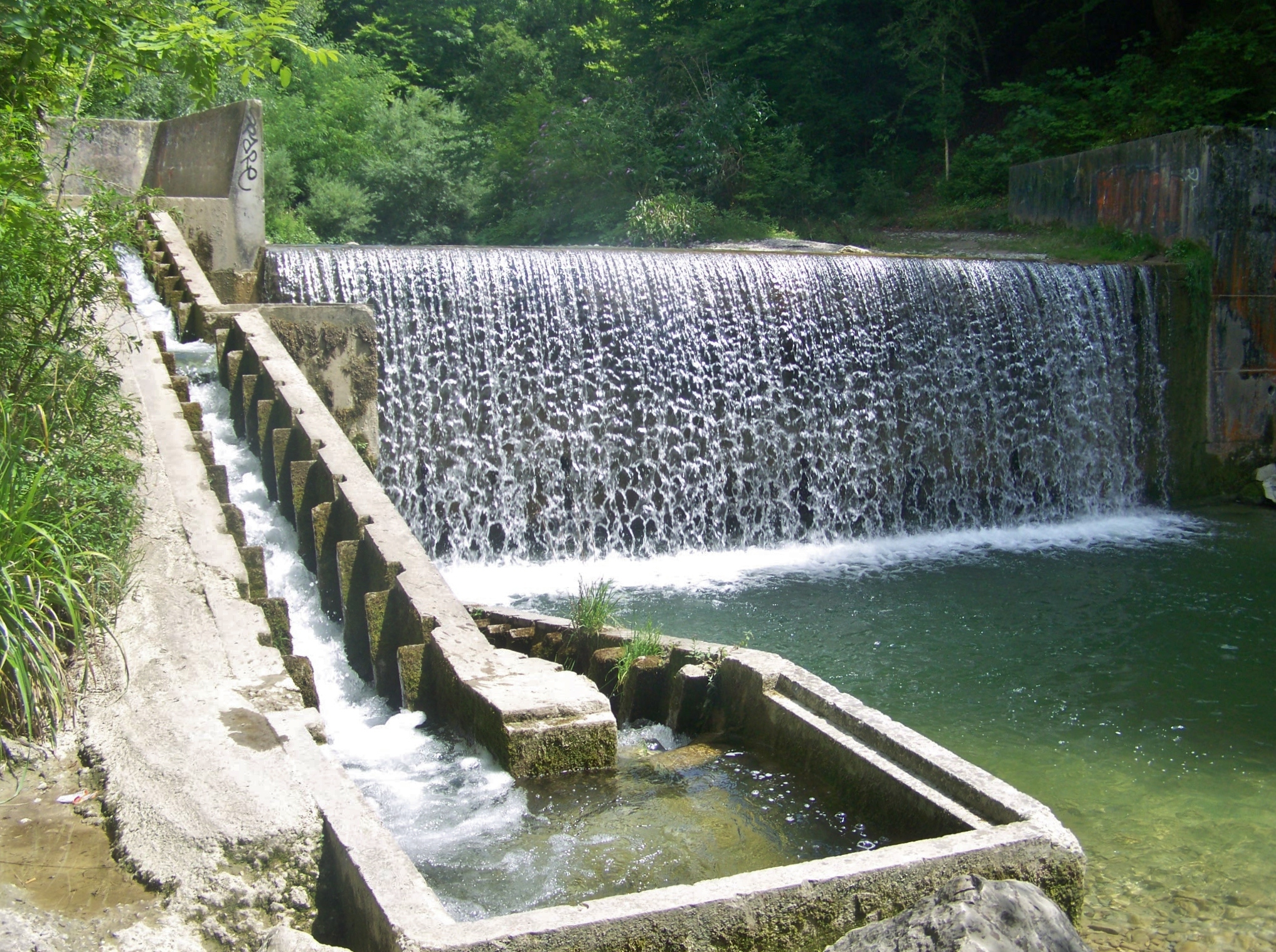
Échelle à poissons sur la Leysse au pied du mont Peney à Saint-Jean-d'Arvey.
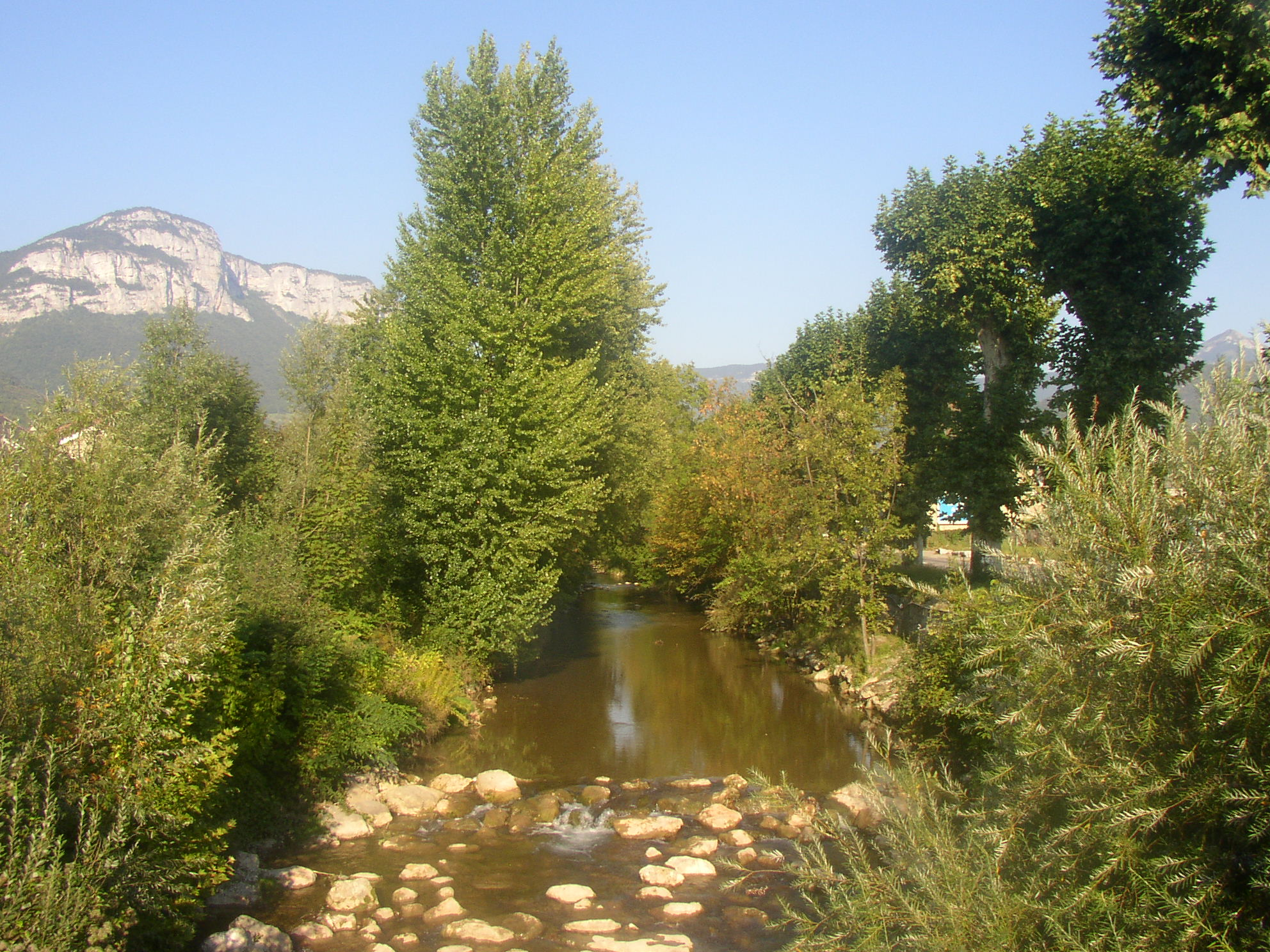
La Leysse vue à Barberaz, 1 km avant Chambéry.
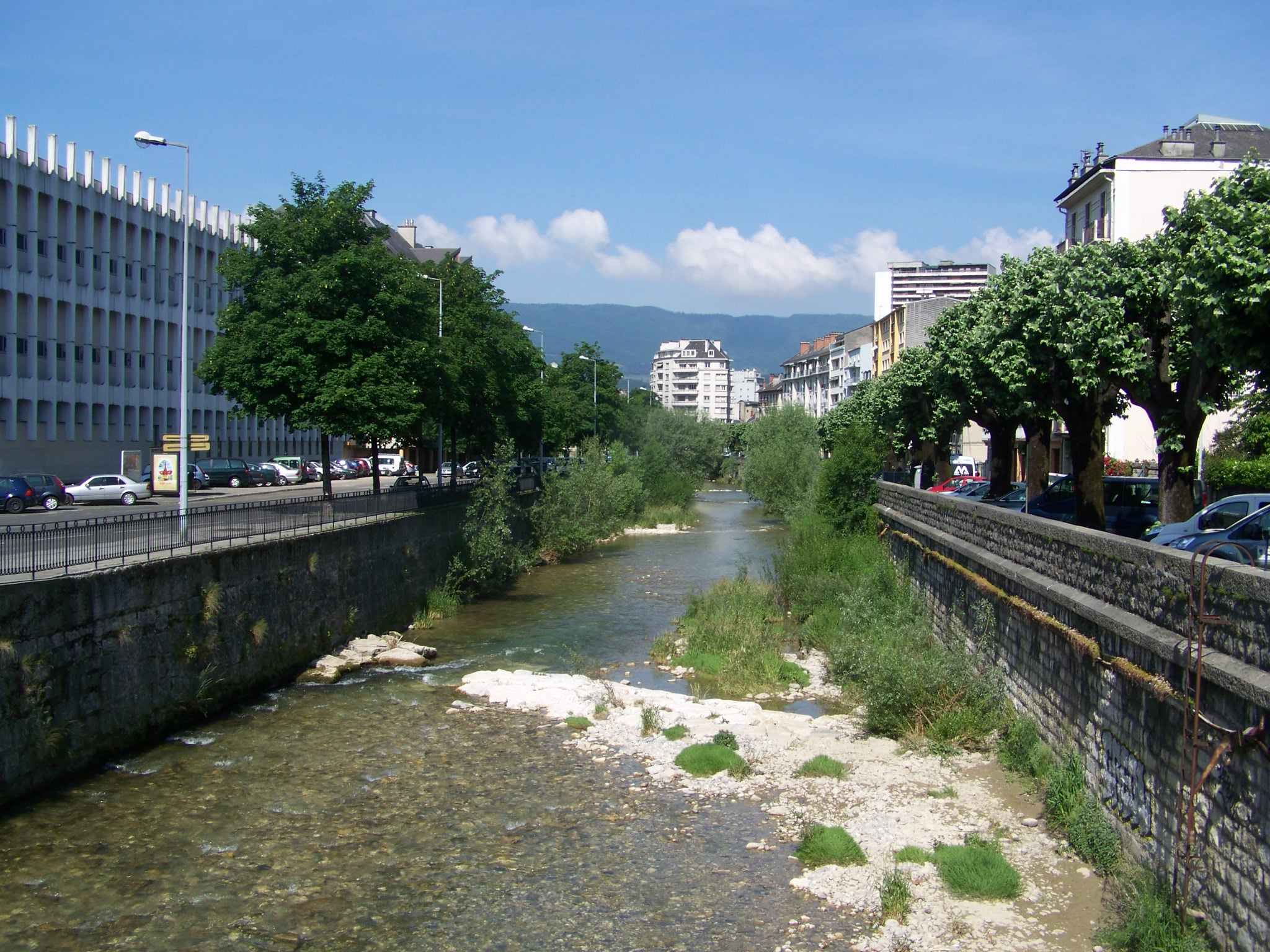
La Leysse entre le pont des Carmes et la place de la Libération, à Chambéry.
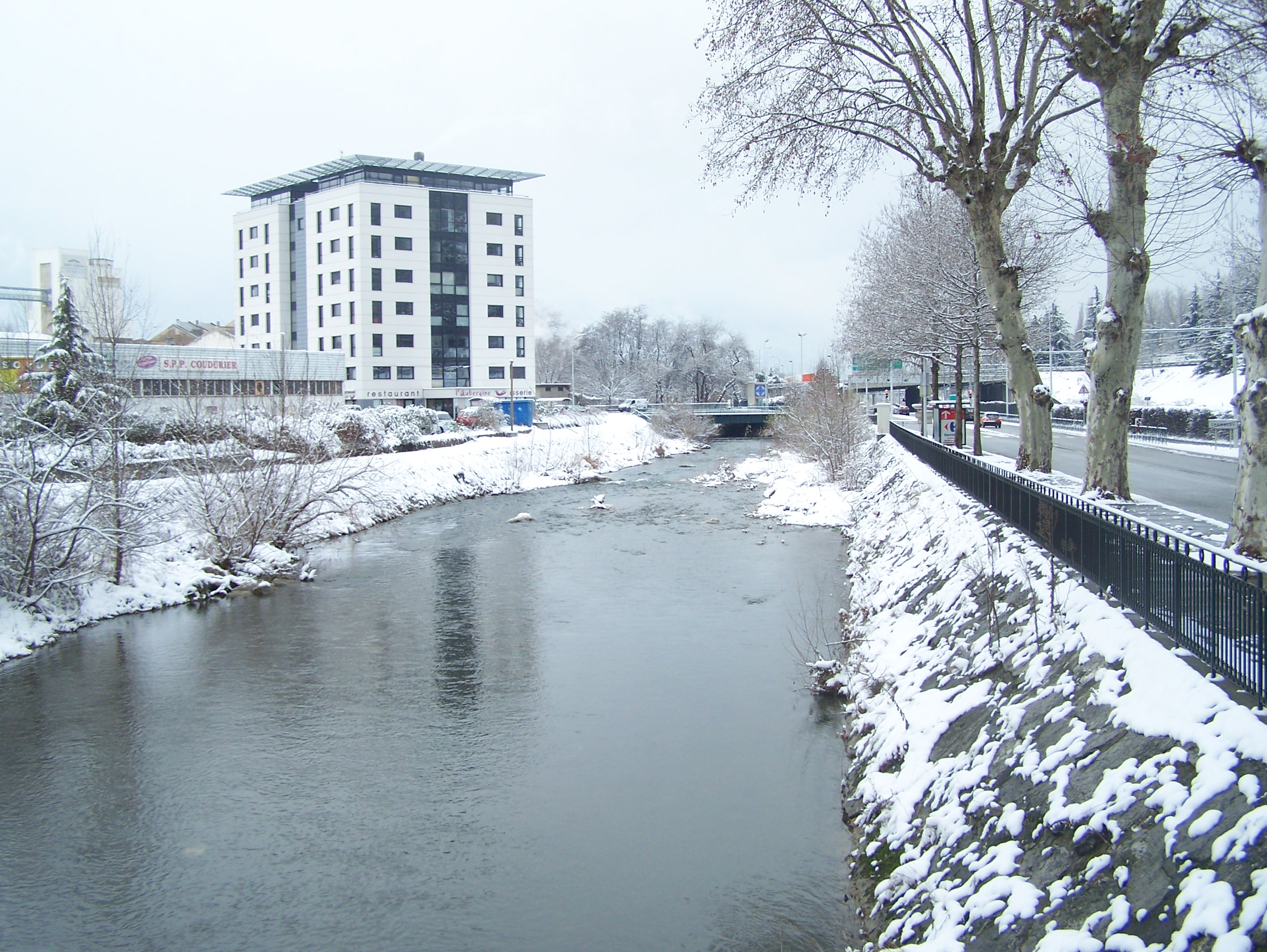
La Leysse sous la neige, à l'entrée nord de Chambéry.
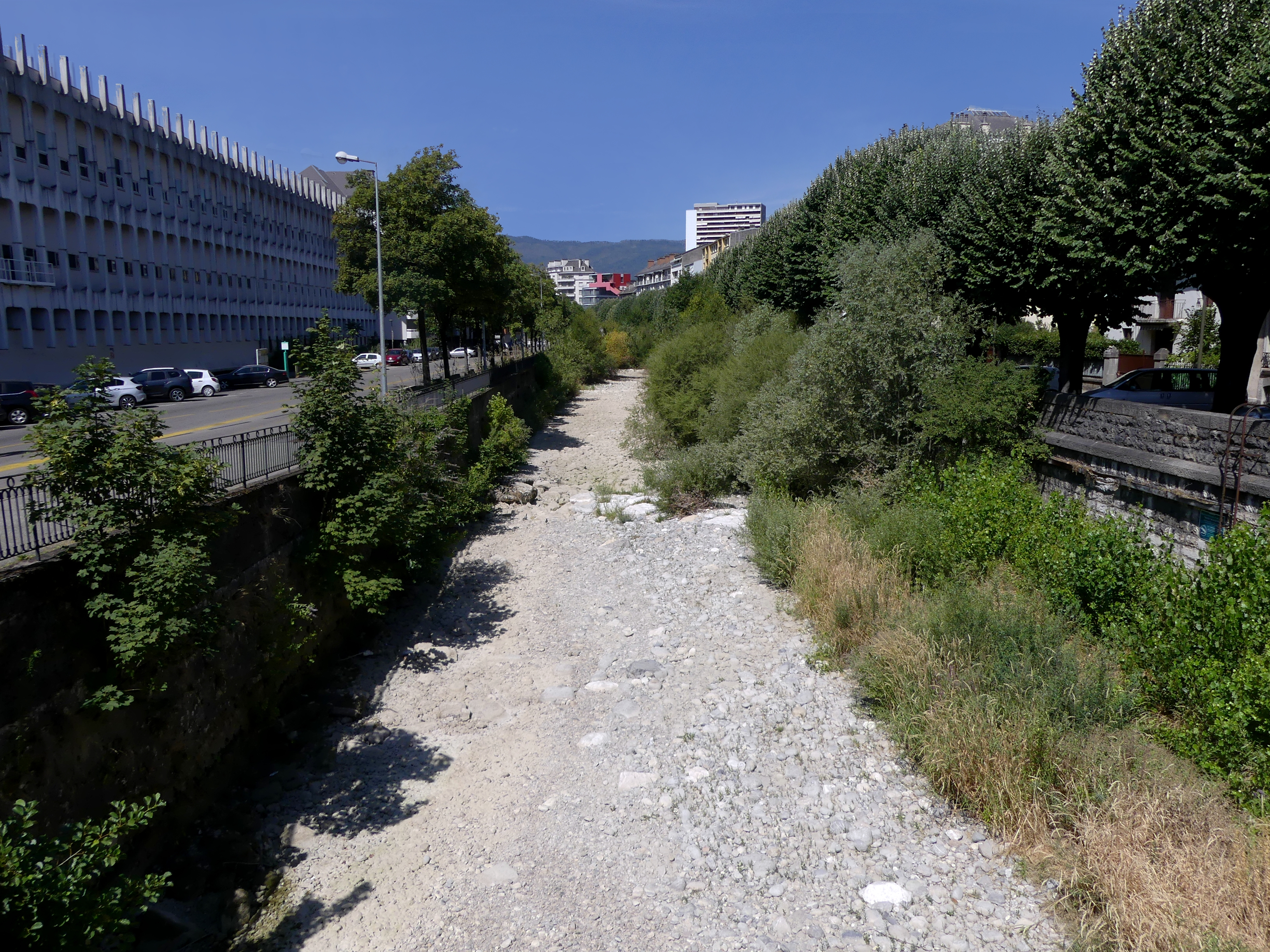
Leysse à sec durant la sécheresse de juillet 2022.